# Mont Olympe (Chypre)
Pour les articles homonymes, voir Mont Olympe (homonymie) et Olympe (homonymie).
Le mont Olympe (en grec :  Όλυμπος / Ólympos), ou Chionistra (Χιονίστρα / Chionístra, « enneigée »), est le point culminant de Chypre et s'élève à 1 952 mètres d'altitude. Il fait partie du massif de Tróodos.
Les chutes de neige sont possibles de décembre à mars.
Quatre remontées mécaniques ont été installées sur ses flancs créant ainsi l'unique piste de ski du pays et permettant la formation d'une équipe nationale de ski.
Le site a été proposé en 2002 pour une inscription au patrimoine mondial et figure sur la « liste indicative » de l'UNESCO dans la catégorie patrimoine naturel, notamment pour son intérêt géologique.